# Graafschap Gorizia
Het graafschap Gorizia (Duits: Görz, Sloveens: Gorica) rond de Italiaanse stad Gorizia  was een tot de Oostenrijkse Kreits behorend graafschap binnen het Heilige Roomse Rijk.

## Geschiedenis
In 1101 gaf keizer Otto III Gorizia/Görz aan het patriarchaat Aquileja.
Sinds 1120 zijn er graven van Görz bekend uit het huis der Meinhardijnen. Zij hadden goederen geërfd van de graven in de Lungau rond Lienz in Oost-Tirol (de dalen van de Puster, de Gail, de Möll en de Drau). Verder verwierven zij voogdijrechten van het patriarchaat Aquileja. In de dertiende eeuw vergrootten zij hun macht ten koste van het patriarchaat van de Wippach tot de rivier Isonzo.
In 1249/53 erfde graaf Meinhard van Gorizia ten gevolge van zijn huwelijk met Adelheid, de dochter van Albrecht III van Tirol de zuidelijke helft van het graafschap Tirol (de dalen van de Adige en de Eisack). De twee zoons van Mainhard en Adelheid deelden de erfenis in 1271 waarbij Meinhard II Tirol en Albert II Gorizia kreeg met gebieden in Istrië en Friuli; verder allodiaal bezit in het dal van de Puster en in Opper-Karinthië (voorste graafschap Görz) kreeg
De macht van de graven van Görz werd aangetast door een deling van het gebied in 1303, hierbij ontstond een jongere tak te Lienz. Graaf Hendrik III was heer van Cividale, Treviso en Padua. Na zijn dood in 1323 vond er opnieuw een deling plaats. Uiteindelijk regeerden er vier takken in het graafschap.
Na het uitsterven van de Tiroler linie in 1335 lukte het de Görzer linie niet zijn aanspraken op Tirol gehonoreerd te krijgen. In 1374 ging er gebied in Binnen-Istrië, in de Windische Mark en rond Möttling aan het hertogdom Oostenrijk verloren.
Omdat Venetië een bedreiging vormde voor het "inneren" graafschap verlegden de graven hun zetel naar slot Bruck bij Lienz in het "vorderen" graafschap. Albrecht IV vermaakte in 1364 het graafschap Mitterburg (Pisino) en het gebied in Binnen-Istrië (Möttling) aan de Habsburgers. Zijn jongere broer Meinhard VI werd in 1365 door keizer Karel IV erkend als rijksvorst. Sindsdien is er sprake van het vorstelijk Görz. 
In 1430 werden de resten van het graafschap herenigd onder graaf Hendrik V. Hij sloot in 1437 een erfverdrag met de graven van Cilli. De strijd om de erfenis verloor hij echter tegen keizer Frederik III en in de Vrede van Pusarnitz van 1460 moest hij al het land ten oosten van Lienz aan de keizer afstaan.
Na het uitsterven van de graven van Görz in 1500 kwam hun gebied op grond van een erfverdrag met Habsburg aan Oostenrijk. Oostenrijk scheidde het "vordere" graafschap definitief af van de bezittingen in Karinthië om ze bij het graafschap Tirol te voegen.
In 1754 verenigde de Habsburgse monarchie de graafschappen Görz en Gradisca tot het vorstelijk graafschap Görz en Gradisca

## Regenten
| regering  | naam             | geboren    | overleden  | familie                  |
| --------- | ---------------- | ---------- | ---------- | ------------------------ |
| 1060-1074 | Markwart         |            | 1074       |                          |
| 1074-1102 | Hendrik I        |            | 1101       | zoon                     |
| 1102-1142 | Meinhard I       |            | 1142       | zoon                     |
| 1142-1150 | Hendrik II       |            | 21-04-1150 | zoon                     |
| 1150-1187 | Engelbert II     |            | 01-04-1187 | broer                    |
| 1187-1231 | Meinhard II      |            | 1231       | zoon                     |
| 1231-1258 | Meinhard III     | 17-01-1194 | 20-01-1258 | zoon van broer           |
| 1258-1304 | Albrecht I       |            | 1304       | zoon                     |
| 1304-1323 | Hendrik III      |            | 24-04-1323 | zoon                     |
| 1323-1338 | Johan Hendrik IV | circa 1322 | 17-03-1338 | zoon                     |
| 1338-1374 | Albrecht III     |            |            | kleinzoon van Albrecht I |
| 1374-1385 | Meinhard VI      |            | 06-05-1385 | broer                    |
| 1385-1454 | Hendrik V        | 08-04-1376 | 18-03-1454 | zoon                     |
| 1454-1462 | Johan            | 1437       | 07-02-1462 | zoon                     |
| 1462-1500 | Leonhard         | 1440       | 12-04-1500 | broer                    |